# Rod Belfitt
Roderick Michael „Rod“ Belfitt (* 30. Oktober 1945 in Doncaster) ist ein ehemaliger englischer Fußballspieler. Der Mittelstürmer stand während der 1960er-Jahre bei Leeds United zumeist im Schatten von Alan Peacock, Jim Storrie, Jimmy Greenhoff, Mick Jones und Allan Clarke. Den größten Beitrag leistete er 1967 mit dem Finaleinzug im Messepokal. Im Jahr darauf wurde er sowohl beim 1:0-Endspielsieg im Ligapokal gegen den FC Arsenal als auch im Finalhinspiel des Messepokals 1968 (1:0, Rückspiel 0:0) eingewechselt.

## Sportlicher Werdegang
Belfitt wurde in England geboren, folgte jedoch in der Nachkriegszeit seinen Eltern nach Südafrika und Indien, bevor sich die Familie endgültig zurück in der Heimat in der Umgebung von Doncaster niederließ. Dort besuchte Belfitt auch das Doncaster Technical College und absolvierte eine Ausbildung zum Bauzeichner. Seine fußballerisch ersten Schritte tätigte er als Amateur für die Doncaster United und Retford Town, bevor er im Juli 1963 beim Zweitligisten Leeds United den ersten Profivertrag unterzeichnete.
Der Stürmer gehörte in der Folgezeit zumeist nicht zu den Stammspielern in der Mannschaft von Don Revie und erst nach dem Aufstieg 1964 kam er in der Saison 1964/65 zu acht Einsätzen in der A-Mannschaft. Obwohl ihm dabei auf Anhieb vier Tore gelangen, blieb ihm weiter nur die Rolle des Ergänzungsspielers. Dieses „Schicksal“ teilte er über Jahre mit Jimmy Greenhoff und beide kamen oft nur über Einwechslungen oder als Vertretung für Alan Peacock oder Jim Storrie zum Zuge. Sein wohl bester Auftritt im Trikot von Leeds war das Halbfinalhinspiel 1967 im Messepokal, als ihm gegen den FC Kilmarnock ein Hattrick (4:2, Rückspiel 0:0) gelang. Auch in den beiden Endspielpartien gegen Dinamo Zagreb stand er jeweils in der Startformation, aber mit 0:2 und 0:0 verpasste er schließlich den Titelgewinn. Mit dem aufstrebenden Mick Jones und Greenhoff etablierte sich in der Folgezeit ein neues Sturmduo. Belfitts Rolle blieb weiterhin unverändert, bevor die Ankunft von Allan Clarke seine Perspektive noch weiter verschlechterte. Als Leeds im März 1968 im Ligapokalfinale den FC Arsenal mit 1:0 besiegte, kam er immerhin zu einer Einwechslung für Eddie Gray. Im August desselben Jahres wurde er auch im Finalhinspiel des Messepokals zur zweiten Halbzeit gegen Ferencváros Budapest (1:0, Rückspiel 0:0) für Torschütze Jones eingewechselt. Zum Gewinn der englischen Meisterschaft 1969 steuerte er drei Treffer in acht Partien bei, als Revie entweder Verletzungssorgen plagten oder der Terminkalender derart eng gestaffelt war, dass die Stammkräfte eine Pause benötigten. Zu Beginn der Saison 1971/72 vertrat er knapp zwei Monate lang den erneut ausgefallenen Jones, bevor er sich im November 1971 zum Erstligakonkurrenten Ipswich Town verabschiedete. Die Ablösesumme betrug 55.000 Pfund.
Bereits am 6. November 1971 debütierte Belfitt an der heimischen Portman Road gegen die Wolverhampton Wanderers und in knapp einem Jahr schoss er insgesamt dreizehn Tore in 40 Ligabegegnungen. Dazu kamen drei Tore in sechs Pokalspielen und nach mit einem letzten Einsatz am 28. Oktober 1972 beim FC Everton zog er bereits weiter. In der Partie gegen Everton, die mit einem 2:2 endete, hatte Belfitt noch einmal selbst getroffen und der gegnerische Trainer Harry Catterick war derart angetan, dass er kurz darauf in ein Tauschgeschäft mit David Johnson einwilligte. Im Rahmen des Transfers, der an Belfitts 30. Geburtstag vollzogen wurde, taxierte man seinen Wert auf 30.000 Pfund.
Nach seinem Einstand kurze Zeit später und dem ersten Treffer im zweiten Pflichtspiel gegen Manchester City (2:3) verlief die Zeit für Belfitt in Everton jedoch sehr unglücklich. Die Mannschaft befand sich in einer Abwärtsspirale und vor allem die Stürmer zeigten oft schwache Leistungen. Belfitts Selbstbewusstsein nahm schnell Schaden und in einer Atmosphäre, in der die eigenen Fans oft mit Unmutsäußerungen reagierten, mühte er sich in nahezu jedem Spiel vergeblich. Erschwerend kam hinzu, dass sich der abgewanderte Johnson zum Torjäger in Ipswich entwickelte. So endete Belfitts Abenteuer bereits im Oktober 1973 wieder und für 70.000 Pfund wechselte er im Oktober 1973 zum Zweitligisten AFC Sunderland.
Auch in Sunderland gelangen Belfitt nur vier Tore in 39 Ligaauftritten und im November 1974 lieh ihn der Klub für einige Monate an den FC Fulham aus. Nach seinem Abgang aus Sunderland im Februar 1975 ließ Belfitt die aktive Profikarriere schließlich beim Drittligisten Huddersfield Town ausklingen. Dort schoss er in der Saison 1975/76 noch einmal acht Tore. Anschließend ging er dem Sport nur noch als Amateur für Vereine wie Worksop Town, Frickley Colliery und später an der Seite seines ehemaligen Leeds-Mannschaftskameraden Mick Bates für Bentley Victoria nach. Parallel dazu arbeitete er zunächst zehn Jahre in seinem erlernten Zeichnerberuf, bevor es ihn in die Finanzberatung verschlug. Dieser Tätigkeit ging er bis zu seiner Pensionierung im Jahr 2001 nach.

## Titel/Auszeichnungen
- Messepokal (1): 1968
- Englischer Ligapokal (1): 1968